# Adolphe Stoclet
Adolphe René Louis Stoclet (* 30. September 1871 in St. Gilles; † 3. November 1949 in Woluwé-Saint-Pierre) war ein belgischer Ingenieur und Finanzmann.

## Biografie

### Familie
Adolphe Stoclet war der Sohn des vermögenden Eisenbahnexperten und belgischen Bankiers Victor Stoclet (1843–1904) und dessen Frau Anne Catharine geb. Caspers (1842–1908). Er studierte das Ingenieurwesen und war beruflich tätig in Paris, Mailand, Wien und Brüssel. Am 18. November 1896 heiratete er Suzanne Emilie Stevens (24. April 1874–18. Nov. 1949), die Tochter des Kunstsammlers und Kunstkritikers Arthur Stevens (6. Juni 1825–14. Sept.1890), dessen ältere Brüder Joseph und Alfred akademische Maler waren. Suzanne war die Tochter der zweiten Ehefrau von Arthur Stevens, Elisa Josepha Leopoldine geb. Collart.
Adolphe und Suzanne bekamen eine Tochter Raymonde (1897–1963), die spätere Ehefrau von Lucien Feron, und zwei Söhne: René (1902–1934), der 1930 die in St. Petersburg geborene Valentina Grusenberg (1908–1974) heiratete, und Jacques (1903–1961), der 1935 Anny Geerts (1907–2002) heiratete. Jacques und Anny bekamen vier Töchter: Catherine (1937–2011), Dominique, Aude und Nèle (1944–2012).
Adolphe Stoclet war in seiner letzten Lebenszeit gelähmt und deshalb an den Rollstuhl gebunden. 15 Tage nach ihm, an ihrem 53. Hochzeitstag, starb seine Frau. Das Grab befindet sich in Watermael-Boifort.

### Wirken
Adolphe Stoclet wurde als der Sohn einer Bankiersfamilie nach Wien entsandt, unter anderem um ein größeres Eisenbahnprojekt zu verfolgen. In dieser Funktion saß Stoclet auch im Aufsichtsrat der Austro-Belgischen Eisenbahn-Gesellschaft, die in Österreich mit der Eisenbahn Wien-Aspang eine Tochtergesellschaft hatte. Stoclet lernte anlässlich dieses Wienaufenthaltes den Architekten Josef Hoffmann kennen und wollte sich von diesem ein Haus errichten lassen. Durch den Tod des Vaters wurde Stoclet gezwungen, nach Belgien zurückzukehren. Dort übernahm er die Direktion der Société générale de Belgique, eines großen Mischkonzerns mit etwa 40 Unternehmen (Banken, Waffenfabriken, Bergwerke im Belgisch-Kongo etc.). Adolphe Stoclet ließ sich in den Jahren 1905 bis 1911 von Hoffmann und den Wiener Werkstätten das später berühmt gewordene Palais Stoclet in Brüssel mit dem von Gustav Klimt entworfenen Stoclet-Fries erbauen. Das Palais gilt als Hauptwerk Hoffmanns und ist in die Liste des UNESCO-Weltkulturerbes eingetragen.

### Charakterisierung
Von Zeitgenossen wurde Adolphe Stoclet als charmante aber etwas pompös auftretende Persönlichkeit mit eindrucksvollem „Bart à la Assurbanipal“ beschrieben, die perfekt ins Gesamtkunstwerk seines Hauses passte. Madame Suzanne Stoclet, eine Tochter des belgischen Kunsthistorikers Arthur Stevens und Nichte des Malers Alfred Stevens habe im Übrigen dafür gesorgt, dass sogar die Blumen in den Vasen des Palais Stoclet stets auf die jeweilige Farbe der Krawatte des Hausherrn abgestimmt waren.